# 乔卫
乔卫（1958年—），北京人，中华人民共和国政治人物，中华全国归国华侨联合会原副主席，第十二届全国政协委员。